# Kennedy Lake
Kennedy Lake är en sjö i Kanada.   Den ligger i provinsen British Columbia, i den sydvästra delen av landet, 3 700 km väster om huvudstaden Ottawa. Kennedy Lake ligger 5 meter över havet. Arean är 63 kvadratkilometer. Den sträcker sig 16,6 kilometer i nord-sydlig riktning, och 11,8 kilometer i öst-västlig riktning.
Trakten runt Kennedy Lake är nära nog obefolkad, med mindre än två invånare per kvadratkilometer.